# Asiimwe Deborah Kawe
Asiimwe Deborah Kawe (geboren 1973 in Kiruhura, Uganda), auch bekannt als Asiimwe Deborah GKashugi, ist eine Dramatikerin, Regisseurin, Performerin, Theatermacherin und Festival-Leiterin.

## Berufliche Laufbahn und internationale Theaterarbeit
Asiimwe Deborah Kawe absolvierte ihre erste Ausbildung an der Makerere-Universität in Kampala, wo sie ein Diplom in Musik, Tanz und Drama sowie einen Bachelor of Arts in Theater und Darstellender Kunst erwarb. Später erhielt sie einen Master of Fine Arts M.F.A. in Writing for Performance am California Institute of the Arts.
Internationale Anerkennung erlangte Kawe mit ihren Theaterstücken, die sich mit sozialen und politischen Themen befassen wie «Forgotten World», «Cooking Oil», «Appointment with gOD» oder «Un-entitled». Daneben schreibt sie auch Hörspiele wie das preisgekrönte Hörspiel Will Smith Look Alike, das im BBC African Performance Playwriting-Wettbewerb ausgezeichnet wurde.
Ihre Theaterstücke wurden und werden sowohl in Ostafrika als auch international aufgeführt. Neben ihrer Tätigkeit als Dramatikerin ist Kawe künstlerische Direktorin und Produzentin der Tebere Arts Foundation und Künstlerische Leiterin des renommierten Kampala International Theatre Festivals. Internationale Erfahrung und Reputation konnte sie auch durch ihre Arbeit für das Sundance Institute Theatre Program erlangen, wo sie für die Sundance East Africa Initiative für Länder wie Uganda, Kenia, Ruanda und Tansania zuständig war.
Kawe hat zahlreiche Stipendien und Auszeichnungen erhalten, darunter ein Stipendium der Akademie Schloss Solitude in Stuttgart sowie den Theatre Communications Group TCG New Generation Future Leaders Grant. Sie war Gastdozentin und Gastkünstlerin an renommierten Institutionen wie dem Pomona College in Kalifornien und der New York University in Abu Dhabi. Im Jahr 2023 wurde sie beim Cairo International Festival for Experimental Theatre für ihre herausragende Arbeit für das Theater in Afrika geehrt.
2021/22 war Asiimwe Deborah Kawe „Writer in Residence“ des Residenztheaters München (Bayerisches Staatsschauspiel) im Rahmen des Theaterfestivals «Welt/Bühne». Im Juni 2025 wurde ihr Stück «Das Gelobte Land» in der Inszenierung des ungarischen Regisseurs Jakab Tarnóczi am Residenztheater München (Marstalltheater/ «Welt/Bühne»-Festival 2025) uraufgeführt. In diesem Schauspiel erzählt Kawe von der Lebensleistung einer nicht-dokumentierten Einwanderin in den USA. Wie so viele andere trägt die ugandisch-stämmige Krankenpflegerin Achen als Hauptfigur der Autorin mit ihrer Arbeitskraft und als Steuerzahlerin zur Prosperität eines Landes bei, das sich über Nacht entschlossen hat, sie daraus zu vertreiben.
Kawe, die sich zu einer zentralen Persönlichkeit im afrikanischen Theater entwickelt hat, lebt in Kampala und setzt sich aktiv für die Förderung des Theaters in Uganda trotz Herausforderungen wie fehlender Spielorte und mangelnder finanzieller Unterstützung ein. Auf internationalen Bühne ist es eines ihrer großen Verdienste, in der Theaterwelt das Bewusstsein für afrikanische Perspektiven zu schärfen.

## Publikationen
- 2025: Speaking Our Selves - New Plays by African Women (Hg. Asiimwe Deborah Kawe / Robert H. Vorlicky). Ann Arbor (USA): The University of Michigan Press

## Auszeichnungen
- 2006: Stipendium für „Writing for Performance“ am California Institute of the Arts
- 2010: Gewinnerin des BBC African Performance Playwriting-Wettbewerbs
- 2010: Theatre Communicatios Group (TCG) - New Generation Future Leaders Grant für die Mitwirkung am Sundance Institute Theatre Program
- 2015: Stipendium der Akademie Schloss Solitude
- 2021/2: Writer in Residence am Residenztheater München